# Důl ČSM
Důl ČSM (v minulosti zněl název Důl československé mládeže, dnes se používá jen zkratka ČSM) je činný černouhelný důl společnosti OKD, který se nachází ve Stonavě.
Důl zahrnuje závody ČSM sever a ČSM jih a úpravnu ČSM sever, kde probíhá nakládka uhlí do železničních vozů a automobilů. Důlní pole Dolu ČSM se nacházejí na katastrech obcí Stonava, Karviná, Albrechtice a Chotěbuz. Roční těžba dolu se pohybuje kolem 2,5 mil. tun černého uhlí. Od roku 2022 byla těžba snížena na 1,3 mil. tun černého uhlí.[zdroj?]
Jedná se poslední činný důl v ostravsko-karvinském černouhelném revíru. Dne 16. prosince 2022 se rozhodlo o prodloužení téžby do roku 2025 s ukončením činnosti na začátku roku 2026.

## Historie

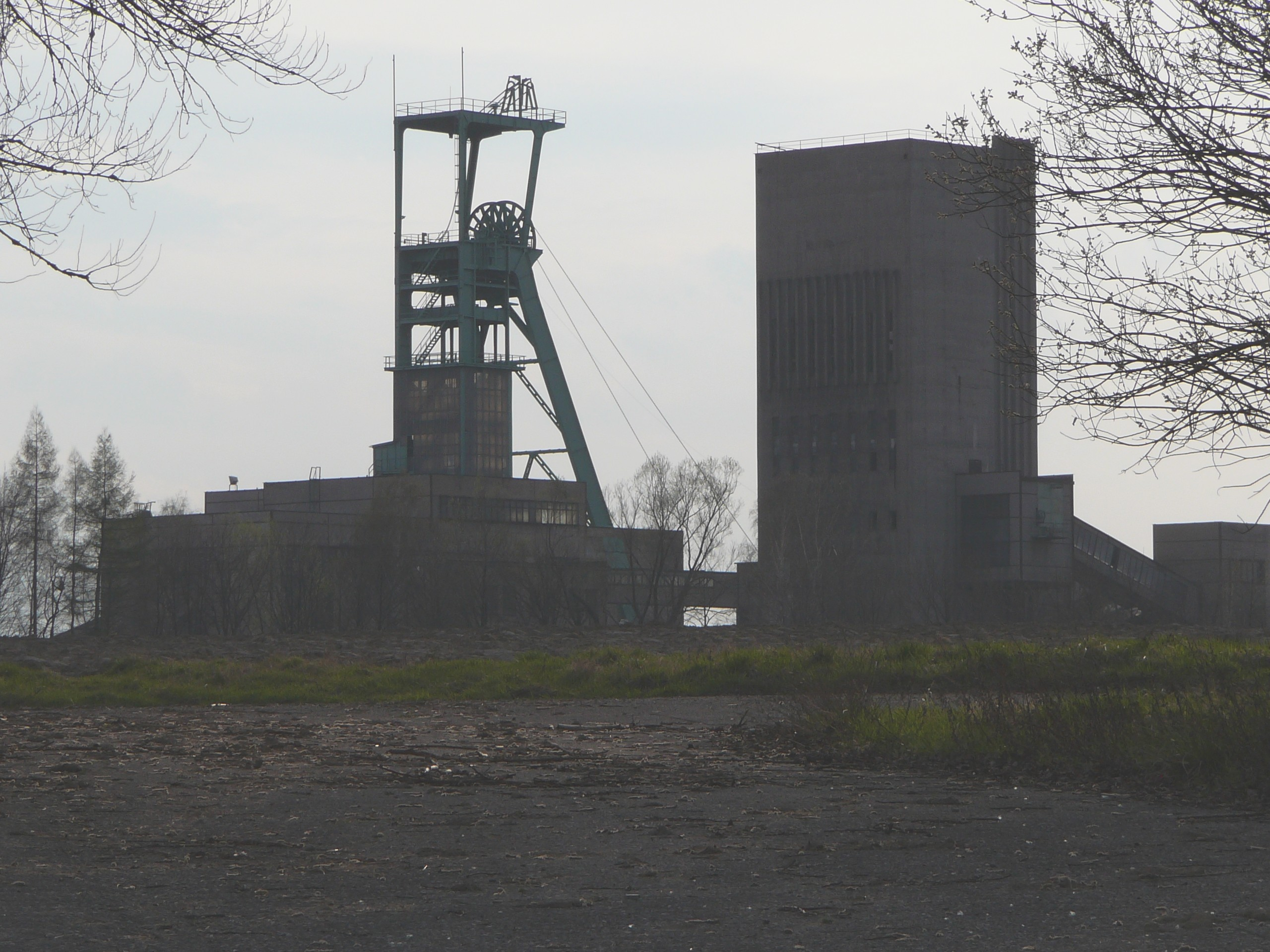
Důl ČSM-jih

Výstavbu dolu Československé mládeže (nyní je používána pouze zkratka ČSM) zahájil podnik VOKD 1. září 1958, ale samotné hloubení důlních jam bylo dokončeno až 1. dubna 1965. První uhlí bylo vytěženo 16. prosince 1968.
1. listopadu 1990 byl Důl ČSM vyčleněn z koncernu OKD a započal proces privatizace dolu. Ten byl společně s doly Kladno a Tuchlovice začleněn do akciové společnosti Českomoravské doly (založena k 1. lednu 1993), která byla následně privatizována. V roce 2005 se Důl ČSM, který zůstal jediným činným dolem v rámci Českomoravských dolů, stal znovu součástí společnosti OKD.
20. prosince 2018 došlo v Dole ČSM k výbuchu methanu. Výbuch si vyžádal třináct mrtvých a deset zraněných horníků.